# Bản thảo Vyšehrad
Bản thảo Vyšehrad (Tiếng Latinh: Codex Vyssegradensis), hay còn được gọi là Tin mừng Đăng quang của vua Vratislaus, là một cuốn sách Phúc âm được minh họa bằng tranh theo phong cách nghệ thuật Romanesque vào cuối thế kỷ 11. Đây được xem là bản thảo cổ có giá trị nhất còn được lưu truyền ở xứ Bohemia (Cộng hòa Séc). Ngoài ra, bản thảo Vyšehrad còn được xem là một trong những tài liệu cổ được minh họa bằng tranh có giá trị nhất tại Châu Âu vào nửa sau thế kỷ 11, bởi bên trong cuốn bản thảo là một nguồn tư liệu về biểu tượng và hình ảnh vô cùng quý giá. Bản thảo có thể được làm theo lệnh của các sứ thần người Séc, nhằm kỷ niệm lễ đăng quang của Quốc vương Vratislaus II xứ Bohemia vào năm 1085 (Vratislaus II là vị vua đầu tiên của xứ Bohemia, trước đó ngài từng là một công tước). Còn ba cuốn bản thảo nữa có mối liên quan chặt chẽ với bản thảo Vyšehrad, hai trong số đó hiện đang ở Ba Lan và một cuốn thì nằm tại Thư viện tăng hội Praha. Tất cả những bản thảo cổ này có thể xuất phát từ một phòng làm việc của tu viện Thánh Emmeram ở Regensburg. Bản thảo hiện thuộc về thư viện Quốc gia Cộng hòa Séc dưới chữ ký XIV A 13. Năm 2005, bản thảo được công nhận là Di sản văn hóa quốc gia của Cộng hòa Séc.
Hình ảnh minh họa về Cây Jesse (Tree of Jesse) sớm nhất được cho là nằm trong cuốn bản thảo này. Trong đó, trang có nhắc đến Cây Jesse đi kèm với những hình minh họa Gia phả của Chúa Giêsu. Trong tranh, nhà tiên tri Isaiah lại gần Đức Thánh Cha Jesse khi dưới chân Người tỏa ra những nhánh cây và quấn quanh Isaiah là dòng chữ được dịch nghĩa như sau: "Từ một nhánh nhỏ Giêsê sẽ sinh ra một đóa hoa lộng lẫy", bằng tiếng Latinh. Trên những nhành cây Giêsê là hình ảnh bảy chú chim bồ câu với vầng hào quang tỏa rạng. Bảy chú chim theo mô-típ nghệ thuật Byzantine là đại diện của Bảy ân tứ của Chúa Thánh Thần như Sứ đồ Phaolô đã từng miêu tả. Nhà phân tích J.A. Hayes Williams đã so sánh hình Cây Jesse trong bản thảo Vyšehrad với hai hình ảnh nổi tiếng khác của Cây Jesse là cửa sổ tại nhà thờ chính tòa Đức Bà Chartres và trong Kinh Thánh Lambeth ở Anh.